# NGC 2554
NGC 2554 (другие обозначения — UGC 4312, MCG 4-20-15, ZWG 119.33, IRAS08149+2337, PGC 23256) — галактика в созвездии Рак.
Этот объект входит в число перечисленных в оригинальной редакции «Нового общего каталога».
В галактике вспыхнула сверхновая SN 2013gq типа Ia, её пиковая видимая звездная величина составила 15,1.
Галактика NGC 2554 входит в состав группы галактик NGC 2554. Помимо NGC 2554 в группу также входят IC 2248, IC 2269, UGC 4299, UGC 4304 и MGC 4-20-34.